# Tuvalu A-Division 2013
Il campionato di Tuvalu A-Division 2013 è stata la 13ª edizione del campionato, ed è stato vinto dal Nauti Football Club per l'8ª volta (7° consecutivo).

## Squadre partecipanti
| Club          | Isola      |
| ------------- | ---------- |
| Lakena United | Nanumea    |
| Manu Laeva    | Nukulaelae |
| Nanumaga      | Nanumanga  |
| Nauti         | Funafuti   |
| Tamanuku      | Nukufetau  |
| Tofaga        | Vaitupu    |

## Classifica
|  |    | Classifica finale 2011 | Pti | G | V | N | P | GF | GS | DR  |
|  | -- | ---------------------- | --- | - | - | - | - | -- | -- | --- |
|  | 1. | Nauti                  | 13  | 5 | 4 | 1 | 0 | 9  | 3  | +6  |
|  | 2. | Tofaga                 | 11  | 5 | 3 | 2 | 0 | 16 | 3  | +13 |
|  | 3. | Nanumaga               | 7   | 5 | 2 | 1 | 2 | 8  | 7  | +1  |
|  | 4. | Manu Laeva             | 6   | 5 | 2 | 0 | 3 | 9  | 10 | -1  |
|  | 5. | Lakena United          | 4   | 5 | 1 | 1 | 3 | 5  | 9  | -4  |
|  | 6. | Tamanuku               | 1   | 5 | 0 | 1 | 4 | 3  | 17 | -14 |

### Verdetti
Nauti campione di Tuvalu 2013

## Calendario e risultati

### Prima giornata
Giocate il 9 marzo 2013
| squadra       | risultato | squadra    |
| ------------- | --------- | ---------- |
| Nauti         | 4-1       | Manu Laeva |
| Lakena United | 2-1       | Nanumaga   |
| Tofaga        | 10-0      | Tamanuku   |

### Seconda giornata
Giocate il 16 marzo 2013
| squadra    | risultato | squadra       |
| ---------- | --------- | ------------- |
| Tofaga     | 2-2       | Nanumaga      |
| Manu Laeva | 2-1       | Tamanuku      |
| Nauti      | 2-1       | Lakena United |

### Terza giornata
Giocate il 23 marzo 2013
| squadra       | risultato | squadra    |
| ------------- | --------- | ---------- |
| Lakena United | 2-2       | Tamanuku   |
| Tofaga        | 3-1       | Manu Laeva |
| Nauti         | 2-1       | Nanumaga   |

### Quarta giornata
Giocate il 30 marzo 2013
| squadra    | risultato | squadra       |
| ---------- | --------- | ------------- |
| Tofaga     | 1-0       | Lakena United |
| Nauti      | 1-0       | Tamanuku      |
| Manu Laeva | 1-2       | Nanumaga      |

### Quinta giornata
Giocate il 6 aprile 2013
| squadra       | risultato | squadra    |
| ------------- | --------- | ---------- |
| Nanumaga      | 2-0       | Tamanuku   |
| Nauti         | 0-0       | Tofaga     |
| Lakena United | 0-4       | Manu Laeva |